# William Masterton
Vous lisez un « bon article » labellisé en 2013.
Pour les articles homonymes, voir Masterton (homonymie).
William J. Masterton, dit Bill Masterton, (né le 13 août 1938 à Winnipeg, dans la province du Manitoba au Canada - mort le 15 janvier 1968 à Edina, dans l'état du Minnesota aux États-Unis) est un joueur canadien naturalisé américain de hockey sur glace professionnel qui évolue en position de centre. Il est le seul joueur à mourir des conséquences directes de blessures subies lors d'une partie de la Ligue nationale de hockey.
Excellent joueur universitaire avec les Pioneers de Denver, Masterton remporte le championnat NCAA en 1960 et 1961. Il est nommé à deux reprises dans les équipes All-America du championnat et est désigné meilleur joueur du tournoi final 1961. Il joue ensuite deux saisons au sein de l'organisation des Canadiens de Montréal avant de s'installer au Minnesota où il évolue au niveau amateur. L'expansion de la Ligue nationale de hockey en 1967 lui offre une chance dans la ligue majeure avec les North Stars du Minnesota nouvellement créés. Le 11 octobre 1967, il inscrit le premier but de l'histoire de la franchise.
Le 13 janvier 1968, lors d'une partie entre les North Stars et les Seals d'Oakland, il est victime de graves blessures à la tête et en meurt deux jours plus tard. Son décès suscite un long débat sur les avantages du port d'un casque à une époque où peu de joueurs de la LNH en utilisent. Malgré plusieurs tentatives, le casque ne devient obligatoire en LNH que onze ans plus tard pour tout nouveau joueur à compter de la saison 1979-1980. En sa mémoire, la LNH crée le trophée Bill-Masterton remis chaque année depuis 1968 au joueur ayant démontré le plus de qualités de persévérance, d'esprit sportif et de dévouement au hockey. Son numéro 19 ne sera plus jamais porté après son décès et il est officiellement retiré par les North Stars en 1987, un honneur qui suit la franchise lorsqu'elle est déménagée à Dallas.

## Biographie

### Jeunesse
Bill Masterton naît le 13 août 1938 à Winnipeg, au Manitoba. Il grandit dans le quartier d'East Kilcodan. Avec son frère Bob, il suit à la radio la Ligue nationale de hockey (LNH) et rêve d'y jouer un jour. Le jeune Masterton se rend à Lord Wolseley School puis à Prince Edward School, ainsi qu'à une école du dimanche la John Black Sunday School. Il rejoint ensuite le Miles McDonell Collegiate avant de finir son enseignement secondaire au Glenlawn Collegiate. Durant sa scolarité, il est actif dans plusieurs disciplines sportives, excellant notamment lors des évènements d'athlétisme.

### Carrière junior et universitaire
Bill Masterton entreprend sa carrière au hockey junior en 1955 avec les Canadiens de Saint-Boniface de la Ligue de hockey junior du Manitoba (LHJM). Il inscrit en moyenne un but par rencontre et enregistre 49 points en 22 parties, aidant les Canadiens à remporter la Coupe Turnbull de champion de la LHJM. Il ajoute huit points en six matchs durant les séries pour la Coupe Memorial, son équipe s'inclinant en demi-finale de la zone ouest. La saison suivante, il marque 53 points en 30 parties tandis que Saint-Boniface concède son titre en LHJM aux Monarchs de Winnipeg,.
Se voyant offrir une bourse d'études pour jouer dans leur équipe de hockey, les Pioneers, Masterton intègre l'Université de Denver à l'automne 1957,. Il joue trois saisons pour Denver à partir de 1958. Meilleur pointeur de la Western Collegiate Hockey Association (WCHA) en 1959-1960, il aide son équipe à remporter l'association, puis le titre national universitaire américain, le championnat de la National Collegiate Athletic Association (NCAA), contre les Huskies de Michigan Tech. Déjà sélectionné dans la première équipe d'étoiles de la WCHA, Masterton est également retenu dans l'équipe All-America Ouest. Désigné capitaine la saison suivante, il mène son équipe vers des seconds titres consécutifs en WCHA et NCAA. Aux distinctions personnelles qu'il remporte à nouveau, il ajoute le titre de meilleur joueur et une place dans la première équipe-type du tournoi final de la NCAA. Les Pioneers, qui terminent la saison avec un bilan de trente victoires pour une défaite et un match nul, sont salués comme « la plus grande équipe de hockey ayant représenté un collège ou une université américaine ». Au moment de quitter Denver, Masterton est le joueur le plus offensif de l'histoire de l'université avec 196 points marqués en 89 parties disputées, un record qu'il conserve pendant près de vingt-cinq ans.

### Débuts professionnels et années amateurs
Après avoir obtenu son baccalauréat en administration des affaires, Masterton tente de réaliser son rêve de jouer en LNH. Le 5 septembre 1961, il signe un contrat avec les Canadiens de Montréal. Cependant, emmenée par Jean Béliveau et Henri Richard, l'équipe québécoise est particulièrement bien pourvue à la position de centre et assigne Masterton à l'une de ses équipes affiliées, les Canadiens de Hull-Ottawa de l'Eastern Professional Hockey League (EPHL). Auteur de 31 buts et 65 points, il se classe parmi les dix premiers de la ligue dans les classements de ces deux statistiques. Premier de la saison régulière, Hull-Ottawa s'adjuge son second Trophée Tom-Foley consécutif de champion de l'EPHL, en dominant en finale les Frontenacs de Kingston quatre victoires à deux. La saison suivante, Masterton est assigné aux Barons de Cleveland de la Ligue américaine de hockey. Avec 82 points marqués, il termine deuxième pointeur de l'équipe derrière Hank Ciesla et septième de la ligue. Lors du vote pour le trophée Dudley-« Red »-Garrett remis à la meilleure recrue de la saison, il est devancé par Doug Robinson des Bisons de Buffalo.
N'ayant que peu de chances d'intégrer l'effectif de Montréal, Masterton décide de quitter le hockey professionnel et retourne à l'Université de Denver pour passer une maîtrise en finance,. Il s'installe ensuite à Minneapolis dans l'État du Minnesota, où il prend un emploi dans l'administration de contrats. Il rejoint Honeywell et travaille sur le programme Apollo. Avec Carol, qu'il a épousée en 1960, il adopte deux enfants, Scott et Sally.
Masterton passe une année sans jouer et regagne ainsi son statut amateur afin de pouvoir évoluer dans la United States Hockey League où il joue deux saisons pour les Steers de Saint Paul,. Naturalisé américain, il passe la saison 1966-1967 avec l'équipe des États-Unis, pour laquelle il sert en tant que capitaine et est considéré comme le meilleur joueur de l'équipe. À l'approche du Championnat du monde organisé à Vienne en Autriche, il est retenu au sein de la sélection, mais n'y participe finalement pas, ne pouvant faire le voyage.

### Expansion de la LNH
« Because he had a habit of giving everything he had for every second he was on the ice, Bill was the type of player who didn't have to score a lot of goals to help a club. »
— Wren Blair
En 1967, la LNH double le nombre de ses équipes, qui passent de six à douze. Parmi les nouvelles franchises se trouvent les North Stars du Minnesota. Wren Blair, l'entraîneur et directeur général de la nouvelle équipe, avait dépisté Masterton lorsqu'il jouait pour la sélection nationale et rachète ses droits des Canadiens de Montréal. Masterton devient le premier joueur signé par les North Stars, paraphant un contrat de deux ans. Avant le début de la saison, il déclare que la possibilité de jouer au Minnesota est cruciale, car il n'aurait probablement pas considéré une offre d'une autre équipe.
Le 11 octobre 1967, Masterton, alors âgé de 29 ans, fait ses débuts en LNH lors de la rencontre inaugurale de son équipe contre les Blues de Saint-Louis. Au cours de cette partie qui se solde par un résultat nul de 2 partout, il marque le premier but de l'histoire de sa franchise. Son épouse Carol se souvient plus tard qu'il s'agissait d'un « rêve devenu réalité » pour son mari, ajoutant : « il a toujours voulu avoir sa chance en LNH et l'ajout de nouvelles équipes était quelque chose de fantastique pour lui et des joueurs comme lui ». À mi-saison, Masterton compte 4 buts et 12 points en 37 rencontres.

### Accident et décès
Le 13 janvier suivant, les North Stars accueillent les Seals d'Oakland au Metropolitan Sports Center. Au cours de la première période, Masterton amène le palet dans la zone des Seals à pleine vitesse, lorsqu'au moment de le passer, deux défenseurs d'Oakland, Larry Cahan et Ron Harris, convergent sur lui. La collision qui s'ensuit projette Masterton en arrière, qui tombe sur la tête alors qu'il ne porte pas de casque. L'arbitre de la rencontre, Wally Harris, compare le choc à une explosion, ajoutant : « il a été mis en échec de manière dure, mais je suis sûr qu'il ne s'agissait pas d'un jeu sale ». La force de l'impact cause des saignements du nez, des oreilles et de la bouche. Il reçoit des soins sur la glace et dans les vestiaires avant d'être transporté d'urgence au Fairview-Southdale Hospital d'Edina.
Sa femme, qui suit la rencontre depuis les tribunes, et les parents de Masterton, qui l'écoutent à la radio depuis leur maison à Winnipeg, se précipitent à son chevet à l'hôpital. Bien que deux neurochirurgiens et trois médecins le prennent en charge, ils ne peuvent pratiquer d'opération, convaincus que toute tentative serait fatale. Alors qu'ils disputent une rencontre chez les Bruins de Boston le lendemain de l'accident, ses coéquipiers apprennent dans les vestiaires que l'état de Masterton ne s'améliore pas et qu'il a été retiré de toute assistance médicale. Moins de trente heures après sa chute, le 15 janvier à 1 h 15 du matin, Masterton décède avec ses parents, son frère, sa femme et ses deux enfants à ses côtés. Il est le seul joueur dans l'histoire de la LNH à avoir succombé des conséquences directes de blessures subies lors d'une partie.
La mort de Masterton tourmente Ron Harris : « Ça va me hanter jusqu'à la fin de mes jours. Ce n'était pas un coup vicieux et ça ne devait pas arriver ainsi. C'est tout de même très dur parce que je l'ai mis en échec. C'est quelque chose qui restera gravé dans ma mémoire ». Mais la famille de Masterton ne garde aucune rancœur que ce soit envers les joueurs impliqués ou le sport. Carol évoque plus tard l'accident comme un coup du destin, disant qu'il aurait pu arriver à n'importe qui.

### Conséquences de sa mort
Peu de joueurs portent un casque en 1968 et la mort de Masterton suscite immédiatement un débat sur la nécessité de rendre leur utilisation obligatoire. Des législateurs dans l'état de New York envisagent de passer une loi pour en rendre l'usage systématique, tandis qu'en 1971, la LNH vote et rejette à trois reprises une règle en imposant le port aux joueurs.
Certains joueurs commencent à se vêtir d'un casque après la mort de Masterton. Mais l'adoption est lente : trois ans plus tard, seulement six joueurs de Minnesota en portent un, mais il s'agit du plus grand nombre parmi les équipes de la LNH. L'attitude « macho » du sport, incluant la peur d'être traité de froussard, est une raison souvent citée pour expliquer la réticence. Une analyse du Toronto Star datant de 2011 suggère que ce comportement a pu jouer un rôle important dans la mort de Masterton. Son entraîneur, Wren Blair, croit que Masterton jouait malgré une hémorragie cérébrale préexistante, tandis que son coéquipier le gardien de but Cesare Maniago affirme que le natif de Winnipeg se plaignait de maux de tête résultant d'un choc précédent. Tous deux considèrent que c'est ce qui a rendu fatale une mise en échec autrement routinière, quoique dure.
Il faut attendre onze ans avant que la LNH ne rende finalement le port du casque obligatoire pour tout joueur ayant signé son premier contrat après le 1er juin 1979. Les joueurs présents dans la ligue avant cette date peuvent continuer de jouer sans casque à la condition qu'ils signent une dérogation, les empêchant de tenir la LNH responsable en cas de blessures à la tête,. Ainsi plusieurs joueurs de la LNH continuent d'évoluer sans casque, le dernier étant Craig MacTavish lorsque celui-ci se retire en 1997.

### Hommages

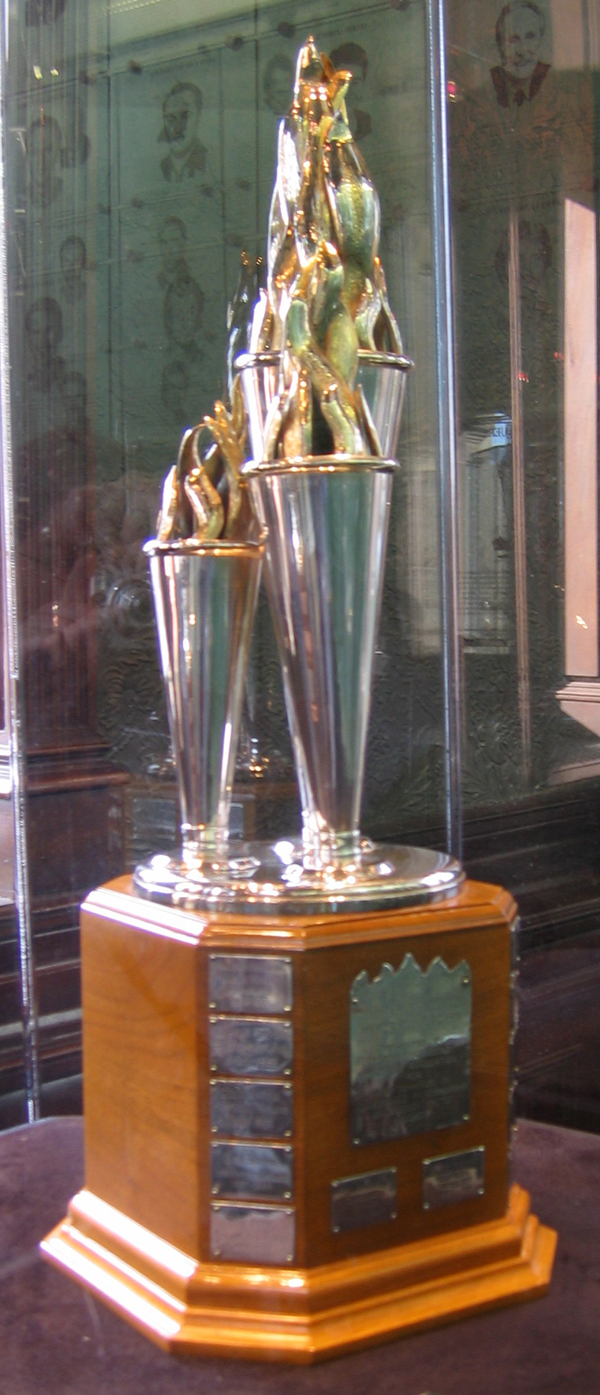
Le trophée Bill-Masterton est remis depuis 1968 par la LNH au joueur ayant démontré le plus de qualités de persévérance, d'esprit sportif et de dévouement au hockey.

Plusieurs trophées sont nommés à la mémoire de Bill Masterton. Sous la tutelle de l'Association de presse de hockey professionnel, le trophée Bill-Masterton est remis chaque année depuis 1968 au joueur de la LNH ayant démontré le plus de qualités de persévérance, d'esprit sportif et de dévouement au hockey. Continuant la tradition des North Stars avant leur déménagement au Texas en 1993, les Stars de Dallas nomment leur trophée interne du meilleur joueur en honneur à Masterton, tout comme l'équipe de hockey des Pioneers de Denver. Son école secondaire de Winnipeg, le Miles MacDonnell Collegiate, ainsi que celles de Bloomington, où les North Stars jouaient leurs rencontres à domicile, présentent des bourses d'études en son honneur,.
En 1985, il est intronisé au Manitoba Hockey Hall of Fame et au Colorado Sports Hall of Fame,. Aucun autre joueur des Norths Stars ne porte le numéro 19 de Masterton suivant son décès et la franchise le retire officiellement en 1987. Cet honneur est conservé par l'équipe lorsque celle-ci se relocalise à Dallas. En 1996, l'Université de Denver crée son propre temple de la renommée et inclut Masterton dans sa promotion inaugurale. L'année suivante, à l'occasion du cinquantenaire de son championnat de hockey, la NCAA dévoile son équipe-type de ses cinq premières décennies, dans laquelle se trouve Masterton.

## Statistiques
| Saison    | Équipe                      | Ligue          |    | Saison régulière | Saison régulière | Saison régulière | Saison régulière | Saison régulière |   | Séries éliminatoires | Séries éliminatoires | Séries éliminatoires | Séries éliminatoires | Séries éliminatoires |
| Saison    | Équipe                      | Ligue          | PJ | B                | A                | Pts              | Pun              | PJ               | B | A                    | Pts                  | Pun                  |                      |                      |
| 1955-1956 | Canadiens de Saint-Boniface | LHJM           | 22 | 23               | 26               | 49               | 16               | 4                | 4 | 2                    | 6                    | 2                    |                      |                      |
| 1956      | Canadiens de Saint-Boniface | Coupe Memorial |    |                  |                  |                  |                  | 6                | 3 | 5                    | 8                    | 2                    |                      |                      |
| 1956-1957 | Canadiens de Saint-Boniface | LHJM           | 30 | 23               | 30               | 53               | 16               | 7                | 8 | 10                   | 18                   | 2                    |                      |                      |
| 1958-1959 | Pioneers de Denver          | NCAA           | 23 | 21               | 28               | 49               | 6                |                  |   |                      |                      |                      |                      |                      |
| 1959-1960 | Pioneers de Denver          | NCAA           | 34 | 21               | 46               | 67               | 2                |                  |   |                      |                      |                      |                      |                      |
| 1960-1961 | Pioneers de Denver          | NCAA           | 32 | 24               | 56               | 80               | 4                |                  |   |                      |                      |                      |                      |                      |
| 1961-1962 | Canadiens de Hull-Ottawa    | EPHL           | 65 | 31               | 35               | 66               | 18               | 12               | 0 | 4                    | 4                    | 0                    |                      |                      |
| 1962-1963 | Barons de Cleveland         | LAH            | 72 | 27               | 55               | 82               | 12               | 7                | 4 | 5                    | 9                    | 2                    |                      |                      |
| 1964-1965 | Steers de Saint-Paul        | USHL           |    | 23               | 23               | 46               | 0                |                  |   |                      |                      |                      |                      |                      |
| 1965-1966 | Steers de Saint-Paul        | USHL           | 30 | 27               | 40               | 67               | 0                |                  |   |                      |                      |                      |                      |                      |
| 1966-1967 | États-Unis                  | USHL           | 21 | 10               | 29               | 39               | 4                |                  |   |                      |                      |                      |                      |                      |
| 1967-1968 | North Stars du Minnesota    | LNH            | 38 | 4                | 8                | 12               | 4                |                  |   |                      |                      |                      |                      |                      |

## Trophées et honneurs personnels
- 1955-1956 : champion de la Coupe Turnbull avec les Canadiens de Saint-Boniface
- 1959-1960 :
  - meilleur pointeur de la WCHA
  - nommé dans la première équipe d'étoiles de la WCHA
  - champion de la WCHA avec les Pioneers de Denver
  - nommé dans l'équipe All-America Ouest
  - champion NCAA avec les Pioneers de Denver
- 1960-1961 :
  - nommé dans la première équipe d'étoiles de la WCHA
  - champion de la WCHA avec les Pioneers de Denver
  - nommé dans l'équipe All-America Ouest
  - meilleur joueur du tournoi NCAA
  - nommé dans l'équipe d'étoiles du tournoi NCAA
  - champion NCAA avec les Pioneers de Denver
- 1961-1962 : champion du Trophée Tom Foley avec les Canadiens de Hull-Ottawa
- 1985 : 
  - intronisé au Manitoba Hockey Hall of Fame
  - intronisé au Colorado Sports Hall of Fame
- 1987 : numéro 19 retiré par les North Stars du Minnesota
- 1996 : intronisé au University of Denver Athletic Hall of Fame
- 1997 : nommé dans l'équipe du cinquantenaire de la National Collegiate Athletic Association